# Protestantse Kerk (Oostkapelle)

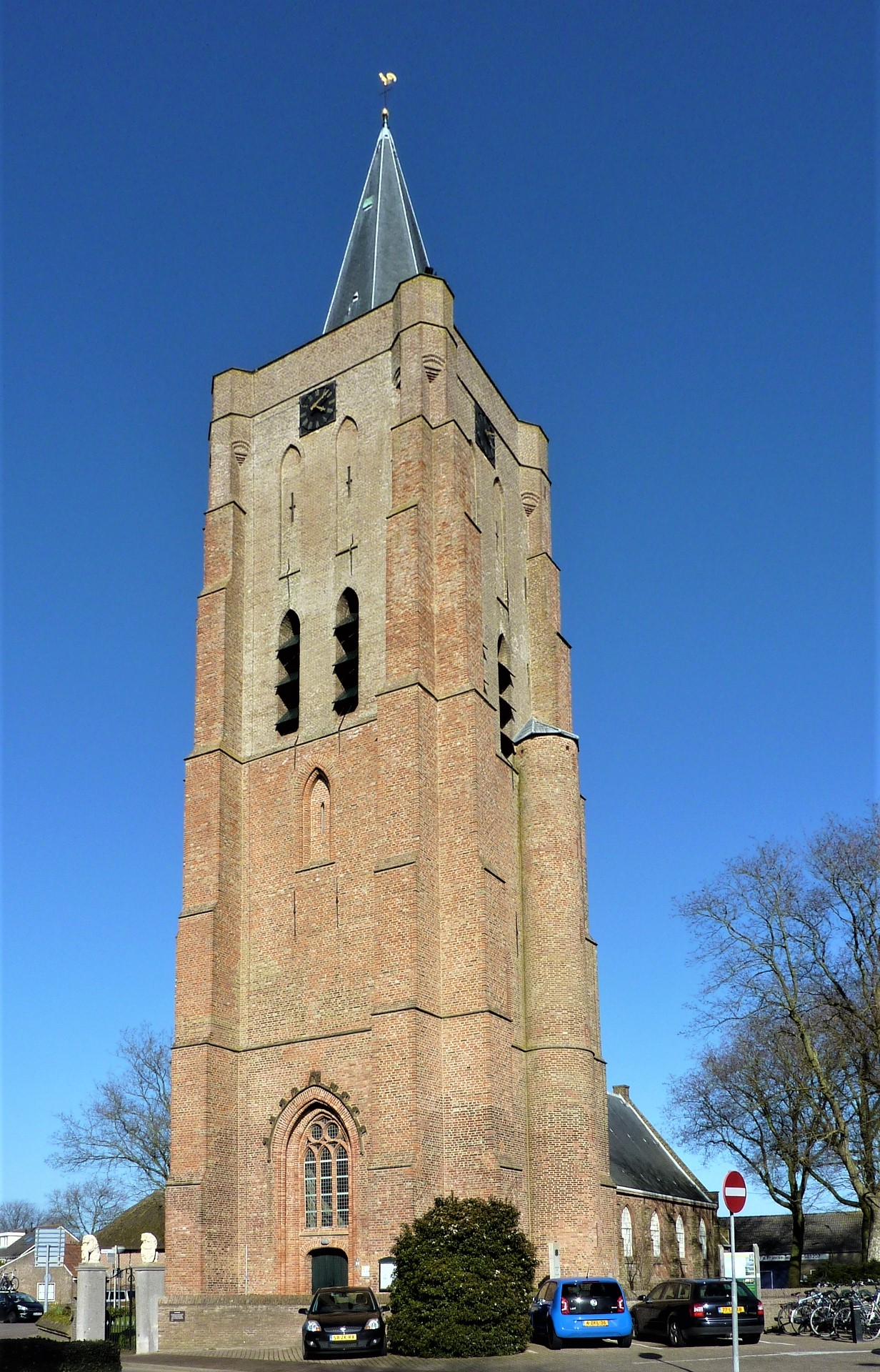
Der Kirchturm zu Oostkapelle

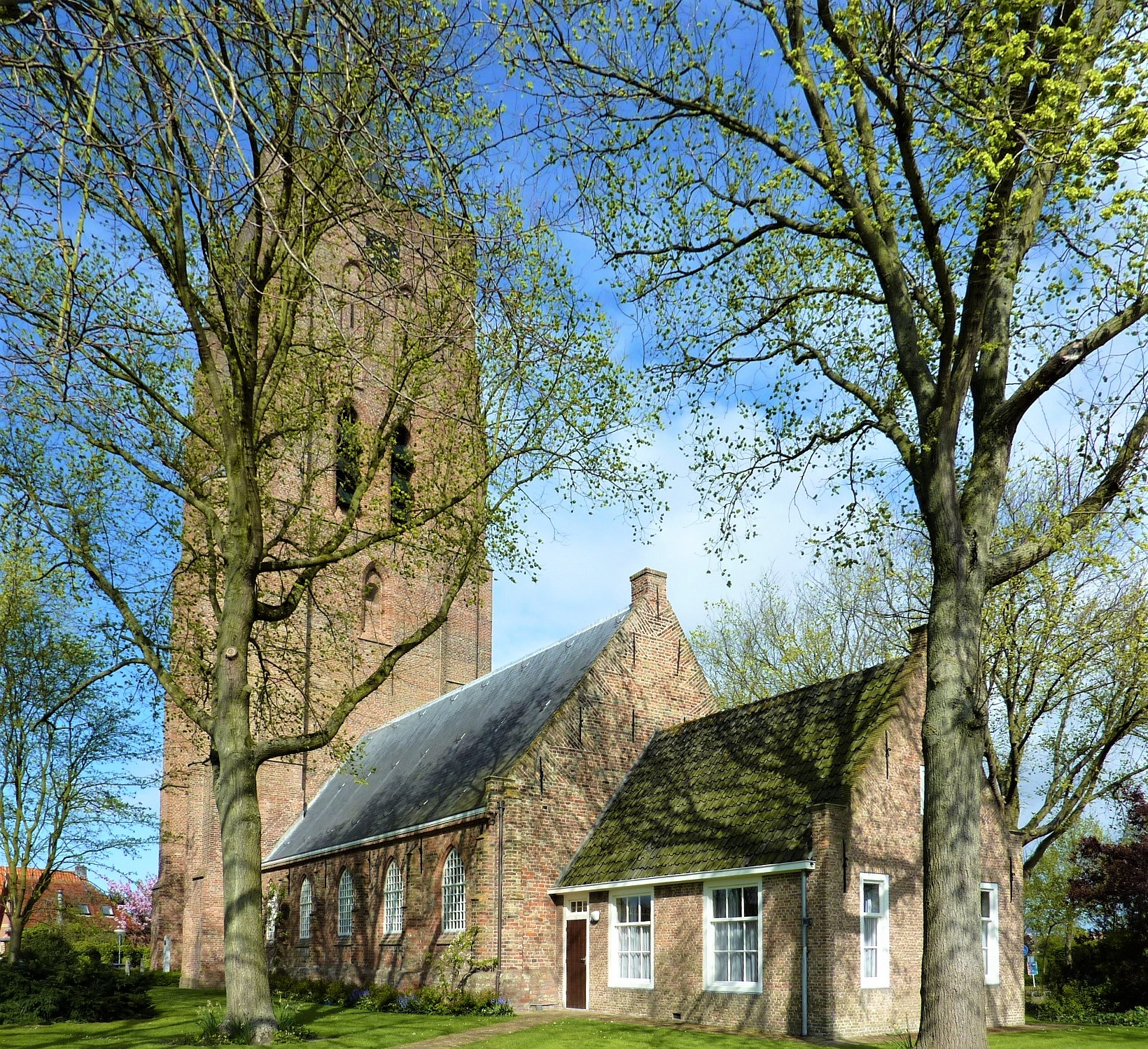
Kirchenschiff

Die Protestantse Kerk ist ein Kirchengebäude der Protestantischen Kirche in den Niederlanden in Oostkapelle in der Gemeinde Veere (Provinz Zeeland). Der monumentale spätgotischen Kirchturm, der die Landschaft auf Walcheren weithin überragt, ist als Einzelobjekt als Rijksmonument eingestuft. Auch das Kirchenschiff ist denkmalgeschützt.

## Geschichte
Vor 1067 war in Oostkapelle bereits eine eigenständige Pfarrkirche vorhanden, von der aus ein großes Gebiet seelsorgerisch betreut wurde. Sie war eine Tochterkirche des Westmünsters zu Middelburg. Mit dem Anwachsen der umliegenden Bauerschaften wurden nach und nach Tochterkirchen von Oostkapelle abgepfarrt und zu selbstständigen Parochialkirchen: Grijpskerke und Serooskerke um 1200, Mariekerke und Oost-Domburg um 1235 und Vrouwenpolder 1324.
Bis zur Reformation war die Kirche dem heiligen Willibrord gewidmet. Der im Stil der Scheldegotik errichtete Turm stammt aus dem 14. Jahrhundert, ist 48 Meter hoch und besitzt eine Wandstärke von 190 Zentimetern. Er diente auch als Seezeichen für die Schifffahrt in Richtung Veere. Das Kirchenschiff ist durch spanische Truppen im Jahr 1572 im Zuge des Achtzigjährigen Krieges schwer beschädigt worden. Danach fanden Gottesdienste in einer Holzkirche statt, die 1582 einem Sturm zum Opfer gefallen ist. Daraufhin wurde das Kirchenschiff verkleinert als Saalkirche hergerichtet und die Reste der alten Kirche vollständig entfernt. Die Baumaßnahmem wurden 1610 abgeschlossen. Während des 19. Jahrhunderts wurde die Kirche umgebaut, diese Veränderungen wurden jedoch in einer großen Renovierung 1957 bis 1959 rückgängig gemacht. Während der Sommermonate kann der Turm bestiegen und die sogenannte Oudheidskamer (deutsch: Antikenkammer) besichtigt werden.
In den Sommerferien werden im Anschluss an die Sonntagsgottesdienste der niederländischen Gemeinde deutschsprachige evangelische Gottesdienste durch Pfarrer der Evangelischen Kirche im Rheinland angeboten.

## Orgel
Die Orgel wurde 1903 durch die Orgelbaufirma S. Sauer (Frankfurt/Oder) erbaut. Das Kegelladen-Instrument hat 6 Manualregister (C–f3: Principal 8′, Gedekt 8′, Salicionaal 8′, Floete 8′, Octave 4′, Rauschquint II) und ein Pedalregister (C–d1: Subbas 16′). Das Manualwerk ist an das Pedal ankoppelbar. Zudem verfügt das Instrument über einen Tutti-Tritt. Die Spiel- und Registertrakturen sind pneumatisch. Die Orgel wurde im Jahr 2021 als Rijksmonument unter Denkmalschutz gestellt und in der Folge durch Orgelbau Pels en van Leeuwen aus Rosmalen restauriert.